# Rinodina occulta
Rinodina occulta är en lavart som först beskrevs av Körb., och fick sitt nu gällande namn av Sheard. Rinodina occulta ingår i släktet Rinodina och familjen Physciaceae.  Arten är reproducerande i Sverige. Inga underarter finns listade i Catalogue of Life.